# 후경

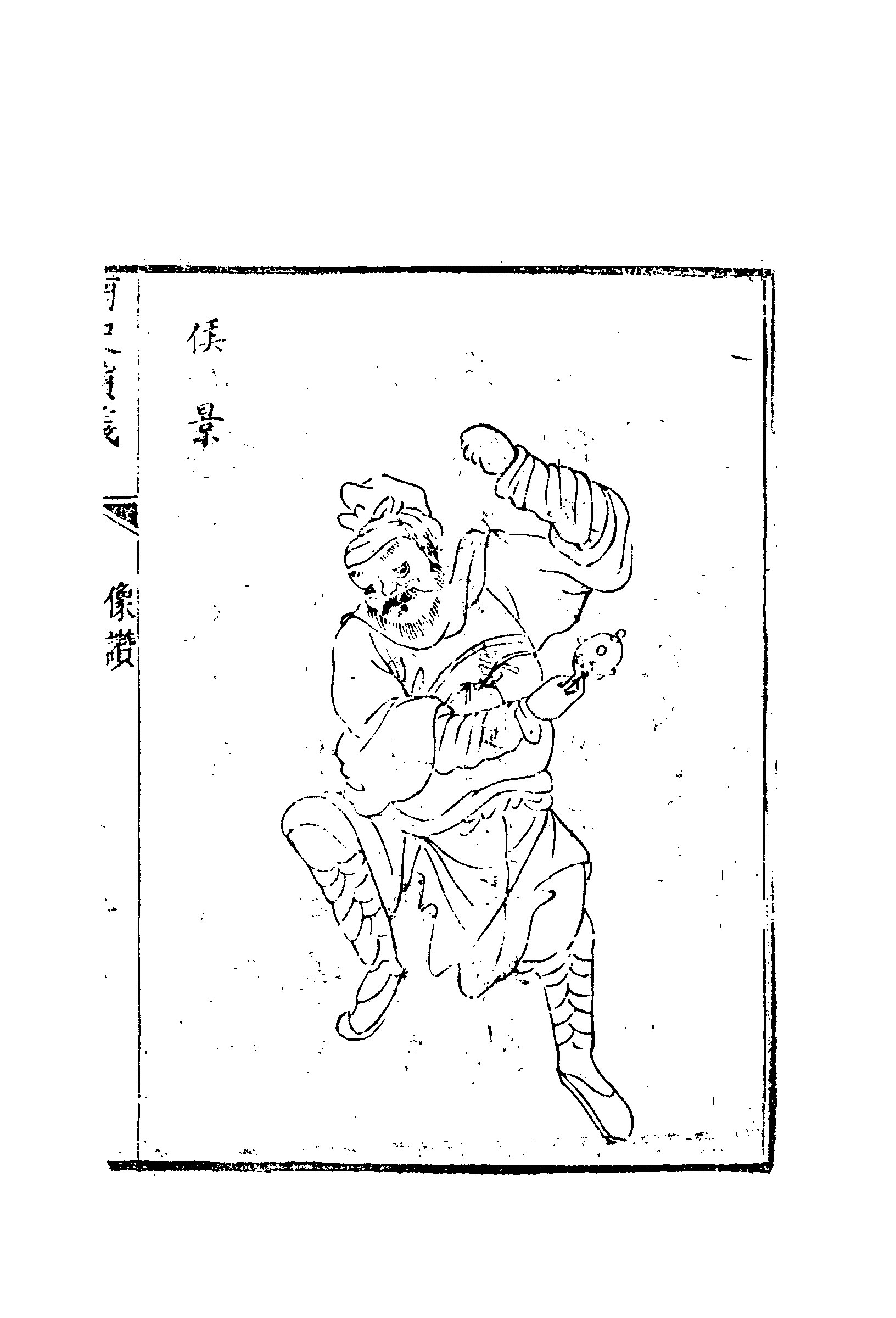

후경(侯景, ? ~ 552년)은 중국 남북조시대의 무장으로, 자는 만경(萬景)이다. 갈족(羯族) 출신이며, 삭방군(朔方郡) 또는 안문군(雁門郡) 출신이다. 남조를 혼란으로 빠뜨린 후경의 난의 주동자이다.
후한(侯漢)의 황제를 자칭했으나, 왕승변과 진패선의 반격으로 몰락했다. 부친은 자신이 추존한 원황제(元皇帝) 후표(侯標)이며, 조부는 대승상으로 추존한 후주(侯周)이다.

## 생애
524년 육진의 난이 발생하자 갈영(葛榮)을 따라 활약했으며, 이후 하음의 변으로 북위(北魏)의 이주영(爾朱榮)이 실권을 장악하자 휘하로 들어가 528년 부구(滏口)에서 갈영을 공격할 당시 갈영을 사로잡는 등의 공을 세워 정주자사(定州刺史)에 임명되었다. 이후 북위가 동위(東魏)와 서위(西魏)로 분열된 이후에는 동위의 고환(高歡)의 밑으로 들어갔으며, 사도(司徒) 및 하남대행대(河南大行臺)를 더해 하남(河南) 방면의 군사를 지휘하였다. 그 뒤 고환이 사망하자 아들인 고징(高澄)이 후경을 살해하려 하였고, 이에 후경은 반란을 일으켜 서위의 우문태(宇文泰)를 의지하였다. 하지만 반란이 한궤(韓軌)에 의해 토벌되자 547년 양나라(梁)의 무제(武帝)에게로 귀순하였고, 아내 및 장남 후화(侯和) 등이 살해되었다.
이후 무제의 후원을 받아 하남왕(河南王) · 대장군(大將軍) · 지절(持節)을 제수받았으며, 고징이 모용소종(慕容紹宗)에게 후경의 토벌을 지시하자 정양후(貞陽侯) 소연명(蕭淵明)과 함께 군대를 이끌었으나 패배하여 소연명은 동위의 포로가 되었다. 그 뒤 양나라와 동위의 화해 분위기가 조성되어 소연명과 후경의 맞교환이 추진되자 반란을 일으켰으며, 548년 왕위(王偉)와 소정덕(蕭正德)을 아군으로 끌어들인 뒤 양나라의 수도인 건강(建康)을 공격하였다. 이후 건강의 외성이 함락되자 소정덕을 황제로 추대하였고, 549년 건강의 내성까지 함락된 이후 무제가 분사(憤死)하자 후경은 태자였던 간문제을 옹립하고 소정덕을 폐위시켰다.
그 뒤 스스로 상국(相國) · 우주대장군(宇宙大將軍) · 도독육합제군사(都督六合諸軍事)에 올랐으며, 간문제의 딸인 율양공주(溧陽公主)를 아내로 맞이하였다. 하지만 간문제가 자신의 통제에서 벗어나 자립하려는 움직임을 보이자 551년 간문제를 살해하고 예장왕(豫章王) 소동(蕭棟)을 제위에 올렸으며, 후경은 한왕(漢王)을 자칭하였다. 이후 같은 해 소동을 핍박해 구석(九錫)을 누렸으며, 다시 같은 해 선양(禪讓)을 받고 제위에 올라 국호를 한(漢)이라고 하고 연호를 태시(太始)로 정해 새로운 나라를 세웠다.
하지만 552년 상동왕(湘東王) 소역이 보낸 진패선(陳霸先)과 왕승변(王僧辯)에게 패해 수도가 함락되었으며, 후경은 자기 자식들을 익사시킨 뒤 한 척의 배를 타고 도주하였으나 부하인 양곤(羊鵾)에 의해 살해되었다.
사망 이후 후경의 유해는 갈기갈기 찢기고, 목은 강릉(江陵)의 성문에 걸렸으며, 왕승변이 후경의 두 팔과 두 다리를 잘라 북제(北齊)의 문선제(文宣帝)에게 보냈다. 또한 후경의 시체는 건강 시장 바닥에 버려졌으며, 건강의 서민들은 후경의 시체를 회로 떠 먹었다.

## 같이 보기
- 후경의 난